# August Riedeler
August Riedeler (AR sowie ARI) war der Name einer im 19. Jahrhundert in Thüringen gegründeten Porzellan- und Puppenfabrik mit Sitz in Königsee und Garsitz. Das international exportierende Unternehmen produzierte zudem kleine Puppen aus verschiedenen Materialien für Puppenstuben.
Die Firma bestand bis 2006.

## Geschichte
Die Porzellanfabrik Riedeler wurde 1864 gegründet und stellte ab 1872 auch Puppen und Puppenköpfe aus Biskuitporzellan her. Auf einer Schutzmarke mit dem Kürzel ARI in einer herzförmigen Marke wird auf das Gründungsdatum 1872 hingewiesen. Eine weitere bekannte Schutzmarke wurde als Gravur auf dem Schulterkopf einer Puppe gefunden.
Inhaber Friedrich August Riedeler (1849–1943) war nicht nur unternehmerisch, sondern auch politisch aktiv: als Abgeordneter des Landtags Schwarzburg-Rudolstadt in der Wahlperiode 1911–1912. Als Mitglied der Nationalliberalen Partei wurde er gemäß dem damaligen Klassenwahlrecht als Angehöriger der Kurie der Höchstbesteuerten gewählt und vertrat den Landratsamtsbezirk Königsee.
In den 1920er Jahren erweiterte die Firma ihre Produktion auf die Herstellung von Nankingpuppen-Körpern, Stoffpuppen sowie Badepuppen mit Bekleidung. Um das Jahr 1930 begann Riedeler mit der Herstellung von Celluloidpuppen. Einer der Hauptabnehmer der jährlich zeitweilig rund 1.000.000 produzierten Püppchen aus Biskuitporzellan war die Warenhauskette Woolworth. Bisher bekannte Formnummern, die die verschiedenen Gussformen von August Riedeler für die Herstellung unterscheiden sollten, bestanden aus den Ziffern 6 und 969.
Nach dem Zweiten Weltkrieg, während dessen von der Spielzeug- auf die Rüstungsproduktion umgestellt worden war, wurde das Familienunternehmen zunächst durch die Sowjetunion demontiert. Als es nach der Wiederaufnahme der Spielzeugproduktion nach 1945 zu Engpässen bei der Versorgung mit Rohstoffen kam, begann Horst Steinmann, der im Krieg als Entwicklungsingenieur tätig gewesen war und der Eleonore geheiratet hatte, eine Enkelin des Firmengründers, mit Versuchen zur Entwicklung von Ersatzmaterialien. So wurde schließlich „[...] die erste Weichplastepuppe der Welt erfunden, gefertigt aus Polyvinylchlorid, bestehend aus Kohle, Kalk und Salzsäure, genannt PVC.“
Ab 1948 wurde die erste Weichplastepuppe der Marke ARI hergestellt. Ab den 1970er Jahren wurden Gartenzwerge aus Weichplastik hergestellt von 10 cm bis 1 m.